# 貴志川町
貴志川町（きしがわちょう）は、かつて和歌山県那賀郡にあった町。
2005年11月7日に、粉河町、打田町、那賀町、桃山町と合併し、紀の川市となった。紀の川市貴志川町として同市の一部となっている。同様に桃山町も「紀の川市桃山町」となっているが、他の3町は「紀の川市○○町」とはなっていない。

## 地理
和歌山県の北部に位置する。
- 河川 : 貴志川 丸田川

## 歴史
- 1955年（昭和30年）3月31日 - 中貴志村・東貴志村・西貴志村・丸栖村が合併して発足。
- 2005年（平成17年）11月7日 - 打田町・粉河町・那賀町・桃山町と合併して紀の川市が発足。同日貴志川町廃止。

## 行政
貴志川町として最後の町長は中村慎司。

## 教育
- 高等学校
  - 和歌山県立貴志川高等学校
- 中学校
  - 貴志川町立貴志川中学校（現・紀の川市立貴志川中学校）
- 小学校
  - 貴志川町立市丸栖小学校（現・紀の川市立丸栖小学校）
  - 貴志川町立西貴志小学校（現・紀の川市立西貴志小学校）
  - 貴志川町立中貴志小学校（現・紀の川市立中貴志小学校）
  - 貴志川町立東貴志小学校（現・紀の川市立東貴志小学校）

## 交通

### 鉄道
和歌山電鐵
- 和歌山電鐵貴志川線：（和歌山市） - 大池遊園駅 - 西山口駅 - 甘露寺前駅 - 貴志駅

### 道路
- 一般国道
  - 国道424号
- 県道
  - 和歌山県道10号岩出野上線
  - 和歌山県道13号和歌山橋本線
  - 和歌山県道129号垣内貴志川線
  - 和歌山県道130号桃山丸栖線

## 観光地
- 平池
- 大池遊園 - 春になると約1000本の桜が咲く。
- 丸山古墳
- 和歌山電鉄貴志川線貴志駅駅舎
- たまショップ　たまカフェ